# Ракс
Ракс е планинска верига в Северните Варовикови Алпи на границата на австрийските федерални провинции Долна Австрия и Щирия. Най-високият ѝ връх е Хойкупе (2007 m). Ракс и близкият връх Шнееберг са традиционна зона за алпинизъм и планински преходи. Те са разделени от дълбоката долина Хьолентал („Адската долина“).
Кабинков лифт „Ракс-Зайлбан“, който започва от Хиршванг в североизточното подножие на планината, е първият такъв лифт в Австрия (строителството започва през 1925 г.). Той отвежда посетителите до обширното високо плато на Ракс на височина от около 1500 m. Тази област е особено любима на туристите от Долна Австрия и Виена. Стръмните склонове на платото предлагат катерачни турове с различна трудност. Тези планински пътеки и алпийски хижи, предлагащи основно настаняване, са построени и се поддържат от различни австрийски алпийски клубове. Построени са в края на XIX и началото на XX век.

## Галерия
|  |  |  |  |